# Marcusenius kainjii
Marcusenius kainjii är en fiskart som beskrevs av Lewis, 1974. Marcusenius kainjii ingår i släktet Marcusenius och familjen Mormyridae. Inga underarter finns listade i Catalogue of Life.